# Josuë Dupon

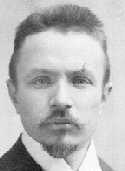
Josuë Dupon

Josuë Dupon (ook Josué of Josue Dupon) (Ichtegem, 22 mei 1864 - Berchem (Antwerpen), 13 oktober 1935) was een Vlaams beeldhouwer en graveur.
Hij kreeg zijn opleiding via avondlessen aan de academie van Roeselare en Antwerpen (1884) en later aan het Nationaal Hoger Instituut voor Schone Kunsten (1887).
Na zijn studies werkte hij eerst in het atelier van beeldhouwer Clément Carbon in Roeselare. Hij was goed bevriend met beeldhouwer Jules Lagae. In 1891 behaalde hij een gouden medaille met de monumentale beeldengroep Samson doodt de leeuw en hij werd tweede in de Romeprijs voor beeldhouwkunst. Vanaf 1905 tot in 1934 was hij leraar beeldhouwkunst aan de Antwerpse academie.

## Werk

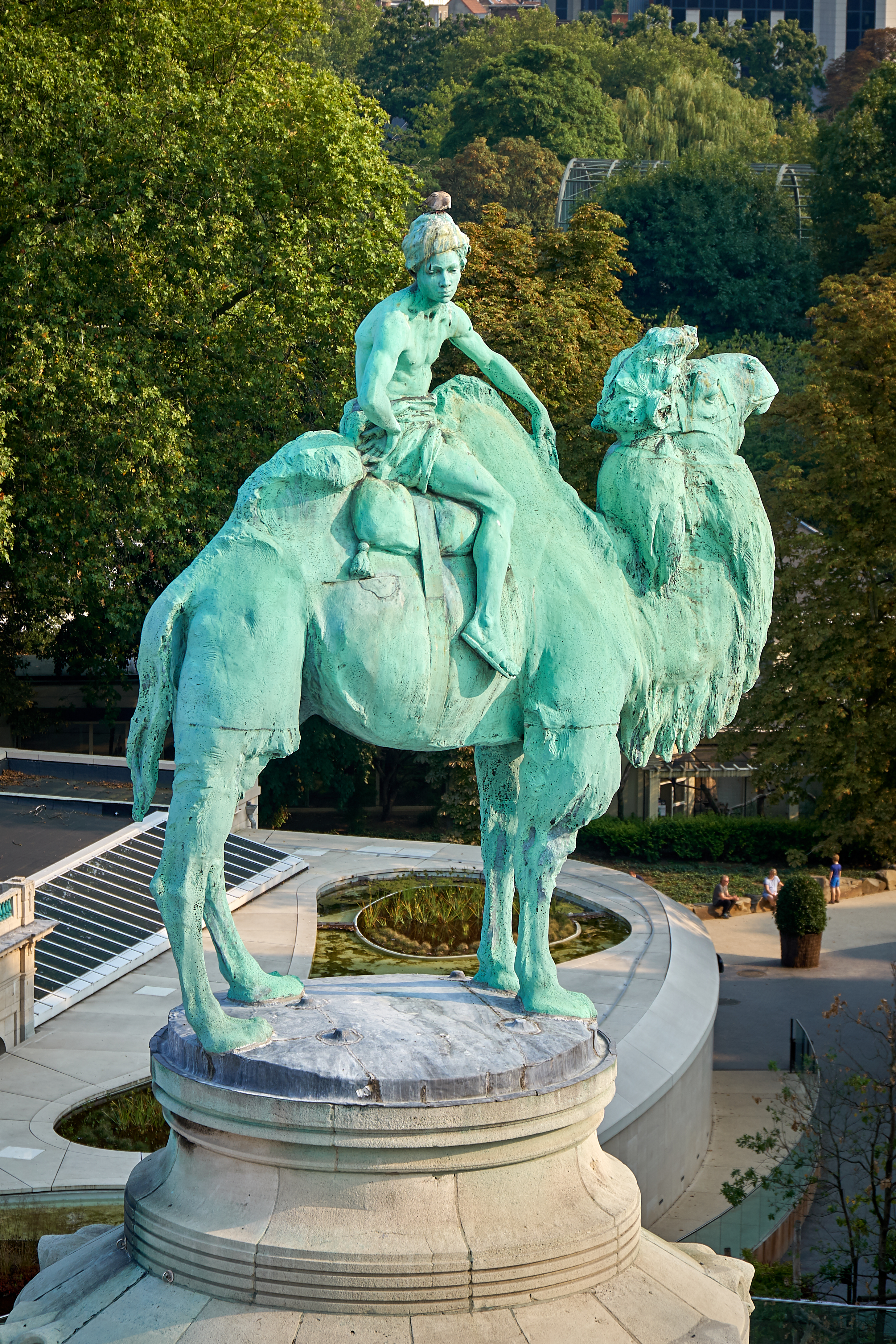
De kameeldrijver, verzameling KMDA, Antwerpen.

Josuë Dupon werd vooral bekend als beeldhouwer van realistische beelden van exotische dieren. De plaatsing van zijn Kameeldrijver en van twee bronzen groepen aan de ingang van de Zoo van Antwerpen bevestigde die reputatie. 
Hij maakte ook borstbeelden, oorlogsgedenktekens (Ichtegem, Berchem, Hoogstraten, Roeselare) en openbare monumenten, zoals het ruiterstandbeeld van Constant Lievens in Moorslede (onthuld in 1929).
Het beeld Man met de pelikaan is het bronzen voorontwerp voor de centrale figuur in een monumentale fontein opgericht aan de Kunstberg in Brussel. Bij verbouwingen werd die fontein in 1958 verwijderd en het beeld verhuisde naar de Unesco-rotonde nabij het station in Brugge.
Dupon vervaardigde ook kleine in ivoor gesneden beelden en een serie medaillons.

## Olympische Spelen
In 1936 kreeg Josuë Dupon postuum een bronzen medaille op de Kunstwedstrijden op de Olympische Spelen.